# Мешчерски език
Мешчерският език е мъртъв угро-фински език, говорен от племето мешчери в района на река Ока в Русия. Много малко се знае за езика, но е бил по всяка вероятност близък до съвременните мордовски езици. Вероятно е изчезнал най-късно през 16 век.